# Barrera intestinal
La barrera intestinal, también conocida como la barrera mucosa intestinal, se refiere a la propiedad de la mucosa intestinal que asegura la contención adecuada de contenidos luminales indeseables dentro del intestino mientras preserva la capacidad de absorber nutrientes. La separación que esta proporciona entre el cuerpo y la tripa impide la translocación incontrolada de contenidos  luminales al propio cuerpo. Su rol en la protección de los tejidos mucosales y el sistema circulatorio de la exposición a moléculas pro-inflamatorias, tales como microorganismos, toxinas, y antígenos es vital para el mantenimiento de la salud y bienestar. La disfunción de la barrera mucosa intestinal ha sido implicada en numerosos trastornos de salud tales como: alergias alimentarias, infecciones microbianas, síndrome del intestino irritable, enfermedad inflamatoria intestinal, enfermedad celiaca, síndrome metabólico, enfermedad del hígado graso no-alcohólico, diabetes, y choque séptico.

## Composición

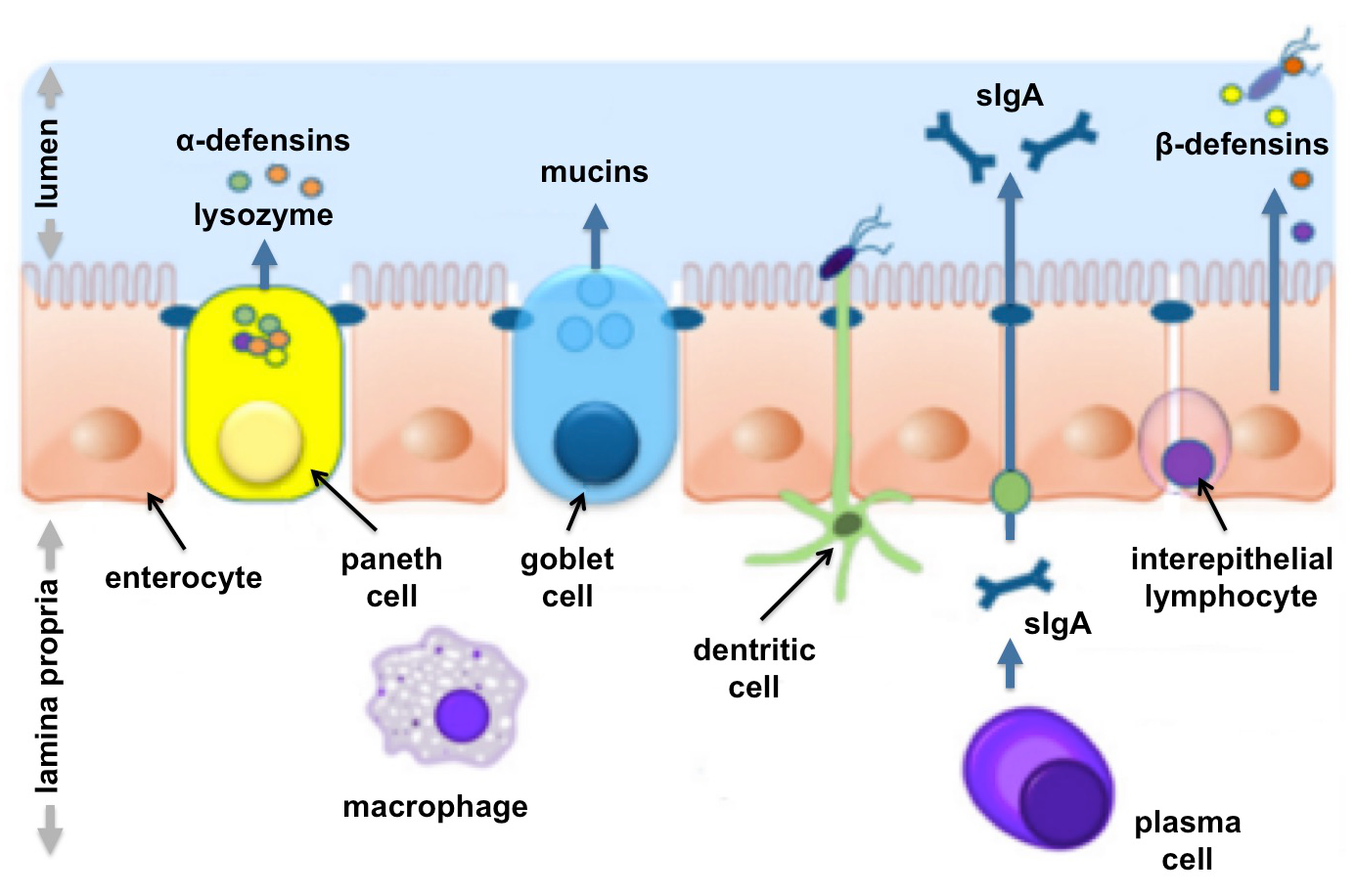
Elementos físicos, bioquímicos e inmunes de la barrera intestinal.

La barrera intestinal es una entidad heterogénea compuesta de elementos físicos, bioquímicos e inmunes elaborados por la mucosa intestinal. El componente central es el epitelio intestinal, el cual proporciona separación física entre el lumen y el cuerpo. La secreción de varias moléculas al lumen refuerza la función de la barrera en el lado extra-epitelial, mientras una variedad de células inmunes proporciona protección adicional bajo la capa epitelial.

### Elementos físicos

#### Capa(s) de moco
El moco forma una capa (o capas, en el caso del colon) que separa el grueso del contenido luminal del epitelio intestinal. El moco consta de un gel hidratado altamente glicosilado formado por moléculas de mucina que son secretadas por células caliciformes. El moco impide que las partículas grandes entren en contacto con la capa de células epiteliales mientras deja pasar las moléculas pequeñas. El moco también facilita el paso del contenido luminal a lo largo de la longitud de los intestinos, protege las células epiteliales de las enzimas digestivas, e impide el contacto directo de los microorganismos con la capa epitelial.

#### El epitelio intestinal
El epitelio intestinal es el componente más importante de la barrera intestinal. Consta de la capa de células epiteliales que forran el intestino. Crucial para formar una barrera eficaz es el control preciso del transporte paracelular (una ruta para la translocación de moléculas entre las células). El sellado del espacio entre las células adyacentes está mediado por los complejos formados por conexiones de proteína elaborados por cada célula individual. Además de su función protectora, el epitelio intestinal controla la absorción selectiva de iones beneficiosos, nutrientes, y otras sustancias del lumen al cuerpo.

#### Microbiota
Las especies microbianas comensales que habitan la tripa son consideradas por algunos como parte de la barrera intestinal. La microbiota puede influir la función de la barrera tanto directamente, estimulando la proliferación de células epiteliales y la secreción de IL-8, e indirectamente produciendo ácidos grasos de cadena corta, los cuales son una fuente de energía importante para las células epiteliales colónicas.

### Elementos bioquímicos

#### Bilis y ácido gástrico
La bilis producida por el hígado para ayudar en la digestión de los lípidos tiene propiedades bactericidas. El ácido gástrico producido por el estómago también puede matar microorganismos. Ambos contribuyen a la función de la barrera intestinal a pesar de que no son producidos por la mucosa intestinal.

#### Defensinas
Unas células secretoras epiteliales especializadas  llamadas células de Paneth secretan cantidades abundantes de α-defensinas humanas al lumen intestinal de los individuos sanos.

#### Lisozima
La lisozima es otra molécula defensiva secretada por las células de Paneth al lumen.

#### Proteína 3 gamma regenerante derivada de islotes  (Reg3γ)
Reg3γ es una lectina antibacterial secretada por las células de Paneth que sirve para impedir que los microorganismos entren en contacto con la capa epithelial.

### Elementos inmunológicos

#### Péptidos antimicrobiales
Los péptidos antimicrobiales (PAM), los cuales son una variedad diversa de moléculas que matan bacterias y hongos, son secretados por las células de Paneth  al lumen.

#### Inmunoglobulina A secretora (sIgA )
La inmunoglobulina A secretora (IgAs) es producida por células plasmáticas en la lámina propria y es transportada al lumen por las células epiteliales intestinales. La IgAs bloquea receptores epiteliales específicos en los patógenos, impidiendo así su unión a las células epiteliales.

#### Inmunidad celular
Una variedad de células inmunes reside en la lámina propria, la cual yace bajo el epitelio intestinal. Estas incluyen células dendríticas, macrófagos, linfocitos intraepiteliales, linfocitos T reguladores, linfocitos TCD4+, linfocitos B, y células plasmáticas. Esta población proporciona protección inmune que está caracterizada por la detección y muerte rápida de los microorganismos que penetran el epitelio intestinal.

## Fisiología
La integridad de la barrera intestinal es flexible y se ha mostrado que múltiples mecanismos son capaces de modular la permeabilidad intestinal (una medida de la función de la barrera intestinal). Los factores moduladores incluyen citocinas, células inmunes, y factores exógenos.

### Medida
La permeabilidad intestinal es una medida de la función de la barrera mucoso intestinal y está definida como "la facilidad con qué el epitelio intestinal permite que las moléculas atraviesen por difusión pasiva no mediada." La permeabilidad en este sentido está mayoritariamente relacionada al paso medible de iones y moléculas inertes pequeñas. Los métodos estándares para la medición incluyen la resistencia eléctrica del tejido para pruebas in vitro y el paso de moléculas inertes ingeridas de pesos moleculares específicos a la orina para pruebas en vivo. Por ejemplo, la prueba in vivo que utiliza lactulosa / manitol consiste en la ingestión de 5 g de lactulosa y 2 g  de manitol seguido por la determinación de las concentraciones urinarias de lactulosa y manitol 5 horas después de la ingestión. El porcentaje de excreción de lactulosa y la proporción de manitol lactulosa en la orina son calculados y utilizados como una medida de la permeabilidad intestinal.

### Reguladores endógenos
Citocinas
- Interferón gamma (IFNγ)
- Factor de necrosis tumoral (TNFα)
- Th2 helper efector de célula citocinas interleucina 4 (IL4) y interleucina 13 (IL-13)
- Citocina antiinflamatoria interleucina 10 (IL-10)
- Zonulina

Células inmunes
- Linfocitos intraepiteliales intestinales gamma/delta-positivo (iIELγδ+)
- Células cebadas
- Eosinófilos

Reguladores exógenos
- Alcohol
- Los fármacos antiinflamatorios no esteroidales (AINE) puede causar un aumento de la secreción de ácido gástrico, disminución de la secreción de bicarbonato, disminución de la secreción de moco y disminución de los efectos tróficos en la mucosa epitelial por la inhibición de COX-1, COX-2 y prostaglandinas.
- Tacrolimus

#### Patógenos
- Escherichia coli enteropatogénica (ECEP)
- Vibrio cholerae
- Clostridium perfringens
- Candida albicans

## Importancia clínica
Una barrera intestinal perturbada puede permitir el paso de microbios, productos microbianos, y antígenos extraños a la mucosa y al propio cuerpo. Esto puede resultar en la activación del sistema inmune y la secreción de mediadores de la inflamación. Ciertas respuestas inmunes pueden, a su vez, causar daño celular que podría resultar en una disfunción adicional de la barrera. Los defectos en la función de la barrera de la mucosa intestinal con el acompañamiento de la translocación de los microbios y sus productos se han relacionado con una variedad de enfermedades, algunas de las cuales se cree que además requieren de una predisposición genética. Pueden resultar tanto trastornos autoinmunes intestinales como extraintestinales. Se piensa que la disfunción de la barrera intestinal es una precondición para, y factor exacerbante de numerosas enfermedades autoinmunes e inflamatorias, incluyendo las alergias a los alimentos, las enfermedades inflamatorias intestinales,la enfermedad celíaca y la diabetes.

### Alergias alimentarias
La disfunción de la barrera intestinal puede ser un factor crítico para las sensibilizaciones a los antígenos y la fase efectora anafiláctica mediada por IgE/mastocitos de las alergias a los alimentos. El desarrollo de las alergias alimentarias depende de que el antígeno entre en contacto con los componentes del sistema inmunológico de las mucosas. Esto lleva a la sensibilización por el antígeno y a la producción de antígenos específicos CD4+ células Th2 y  de IgE. La hipótesis es que la disfunción de la barrera intestinal permite a los antígenos de la dieta cruzar la barrera intestinal, entrar en contacto con el sistema inmunológico de las mucosas, y desencadenar una respuesta inmune específica para el antígeno.
La función reducida de la barrera intestinal se correlaciona con la severidad de los síntomas experimentados por los afectados por las alergias alimentarias. La provocación oral con el alergeno implicado resulta en un aumento de la proporción lactulosa/manitol en la orina (una medida de la permeabilidad intestinal).

### La enfermedad inflamatoria intestinal
Un modelo emergente de la patogénesis de la enfermedad inflamatoria intestinal (EII) postula tres factores previos necesarios: 1) la degradación de la función de la barrera intestinal, 2) desplazamiento del contenido luminal a la lámina propia y la posterior exposición a las células inmunes, y 3) una inadecuada respuesta inmune. Aunque la disfunción de la barrera intestinal está claramente implicada en el desarrollo de la enfermedad inflamatoria intestinal, no está claro lo que inicia el círculo vicioso que conduce a la exacerbación de la enfermedad. Sin embargo, hay un creciente cuerpo de evidencia que implica al aumento de la permeabilidad intestinal como principal factor etiológico de la patogénesis de la enfermedad inflamatoria intestinal.

### La enfermedad celíaca
La función alterada de la barrera intestinal puede jugar un papel en el desarrollo de la enfermedad celíaca. Al permitir que la gliadina, el agente causativo de la enfermedad celíaca, cruce la barrera intestinal, la activación inapropiada del sistema inmune puede ocurrir. Se ha mostrado que los enfermos de enfermedad celíaca  tienen permeabilidad intestinal elevada y uniones estrechas alteradas. Además, estas alteraciones persisten en los pacientes que tienen éxito en mantener una dieta libre de gluten. Asimismo, los datos existentes demuestran que el aumento de la permeabilidad intestinal se presenta antes de la aparición de la enfermedad celíaca.

### La diabetes tipo 1
Una combinación de genética, desregulación de la función de la barrera intestinal, y respuestas inmunes inapropiadas ha sido conjeturado que desempeña un papel en la diabetes tipo 1. La permeabilidad intestinal elevada se ha reportado que se observa en los pacientes al comienzo de la enfermedad. El incremento resultante de la exposición a los antígenos puede desencadenar la destrucción autoinmune de las células beta en el páncreas.

### Otras enfermedades
Los defectos en la función de la barrera de la mucosa intestinal también han sido implicados en el síndrome del intestino irritable, síndrome metabólico, hígado graso no alcohólico, y el choque séptico.

### Tensión
La tensión sicológica y física puede inducir una variedad de alteraciones en la función intestinal. Estos incluyen cambios en la motilidad intestinal, permeabilidad intestinal, flujo iónico, balance de fluidos y secreción de moco. Además, la tensión aguda y crónica en modelos animales ha mostrado que la tensión puede causar una degradación de la función de la barrera intestinal. La tensión psicológica puede influir en el resultado clínico de la enfermedad inflamatoria intestinal y del síndrome del intestino irritable. Ha sido mostrado que la tensión prolongada está positivamente asociada con una propensión aumentada para la recaída de la colitis ulcerosa.

## Historia
Cummings adoptó el término barrera mucosal en 2004 para describir la "compleja estructura que separa el medio interno del entorno luminal". Más recientemente, la barrera intestinal ha sido utilizada por gastroenterologistas, immunologistas y microbiologistas para enfatizar el componente del intestino que protege el cuerpo de los microorganismos y sus toxinas.